# Кінофестиваль аматорського кіно «Кінокімерія»
Кінокімерія — кінофестиваль аматорського кіно. Щорічний конкурсний спеціалізований міжнародний фестиваль кіно й відео фільмів створених аматорами.

## Мета фестивалю
Метою фестивалю є відродження кіноаматорства в Україні. А також налагодження культурних зв'язків з кіноаматорами з числа закордонних українців та об'єднання талановитої та ініціативної молоді.

## Історія
Фестиваль «Кінокімерія» вперше відбувся у 2006 році, тоді на нього з'їхалося 40 учасників, які представили 60 конкурсних робіт. У 2007 році він вже став Всеукраїнським, а з 2008 року фестиваль став Міжнародним. У 2009 році в місті Гданську в Польщі на конгресі, що проводила UNICA — Міжнародна спілка кіно, член офіційної ради UNESCO, кінофестиваль «КІНОКІМЕРІЯ» став дійсним членом від України. З цього моменту саме «КІНОКІМЕРІЯ» здобула ексклюзивне право формувати спеціальну програму кращих аматорських фільмів від України для участі у престижному щорічному Міжнародному фестивалі аматорського кіно «UNICA». UNICA — це Міжнародна спілка кіно, член офіційної ради UNESCO.

## Кінокімерія 2018
17 вересня в місті Херсоні відбувся 13 Міжнародний кінофестиваль Кінокімерія 2018, на ньому було представлено більше 190 фільмів, з різних країн світу та України. Переможцем стала анімаційна картина «Пляшка».

## Журі конкурсу
- Роман Балаян — почесний президент фестивалю, кінорежисер, сценарист, продюсер, народний артист України.
- Дейв Ваттерсон (Велика Британія)- Президент Міжнародного Союзу непрофесійного і незалежного кіно (UNIKA) при ЮНЕСКО.
- Станімір Тріфонов (Болгарія)- Голова журі фестивалю, кінорежисер, професор, викладач курсу «Кіно і ТВ режисура» та курсу «Режисура».
- Юрій Гармаш — заслужений діяч мистецтв України, кінооператор Київської Національної кіностудії художніх фільмів ім. О. П. Довженко, член НСКУ. Викладач Київського Національного університету культури та мистецтв, факультет Кінотелемистецтва.
- Юрій Ріпенко заслужений працівник культури України, член НСКУ, викладач КНУ театру, кіно і телебачення ім. I.К. Карпенко-Карого.
- Владислав Таранюк — директор кіностудії «Рось», член НСКУ, сценарист.
- Олена Парафенюк- кінознавець, заслужений працівникь культури України.
- Вілорій Пащенко- актор, заслужений артист України.
- Світлана Федонюк- журналіст, магістр кінотелевиробництва.